# Воеводзин
Воеводзин (пол. Wojewodzin) — деревня в Граевском повете Подляского воеводства Польши. Входит в состав гмины Граево. По данным переписи 2011 года, в деревне проживало 429 человек.

## География
Деревня расположена на северо-востоке Польши, на расстоянии приблизительно 4 километров (по прямой) к югу от города Граево, административного центра повета. Абсолютная высота — 129 метров над уровнем моря. К западу от Воеводзина проходит национальная автодорога 61, к востоку — национальная автодорога 65.

## История
Согласно «Списку населенных мест Ломжинской губернии», в 1906 году в деревне Воеводзин проживало 325 человек (168 мужчин и 157 женщин). В конфессиональном отношении всё население деревни исповедовало католицизм. В административном отношении деревня входила в состав гмины Богуше Щучинского уезда.
В период с 1975 по 1998 годы Воеводзин являлся частью Ломжинского воеводства.

## Достопримечательности
- Музей сельскохозяйственного оборудования